# Кувейт на летних Олимпийских играх 1980
Кувейт принимал участие в Летних Олимпийских играх 1980 года в Москве (СССР) в четвёртый раз за свою историю, но не завоевал ни одной медали.

## Состав и результаты олимпийской сборной Кувейта

### Лёгкая атлетика
Спортсменов — 1
Мужчины
| Дисциплина     | Спортсмен  | Предварительный раунд | Предварительный раунд | Четвертьфиналы | Четвертьфиналы | Полуфиналы | Полуфиналы | Финал                | Финал                |
| Дисциплина     | Спортсмен  | Результат             | Место                 | Результат      | Место          | Результат  | Место      | Результат            | Место                |
| -------------- | ---------- | --------------------- | --------------------- | -------------- | -------------- | ---------- | ---------- | -------------------- | -------------------- |
| прыжки в длину | Эсса Аббас | —                     | —                     |                |                |            |            | Завершил выступление | Завершил выступление |